# Rueda de Leibniz

En la posición mostrada, la rueda de conteo se engrana con tres de los nueve dientes de la rueda de Leibniz.

Una rueda de Leibniz o cilindro de Leibniz es un tambor con forma de cilindro, con un conjunto de dientes de longitud incremental a la que se le acopla una rueda de conteo. Se utilizó como el motor de cálculo de una clase de calculadoras mecánicas. Inventado por Leibniz en 1672, fue utilizado durante tres siglos por los miembros de la computación, hasta la llegada de la calculadora electrónica a mediados de la década de 1970.
Se hizo famosa gracias a Thomas de Colmar cuando lo uso en su Aritmómetro, la primera máquina de calcular que se comercializó de forma masiva. 
También se utiliza en la calculadora Curta, una calculadora portátil muy popular introducida a mediados del siglo XX.

## Historia
Leibniz extendió las ideas de Blaise Pascal y, en 1671, introdujo el Staffelwalze (Step Reckoner, también conocido como el Stepped Reckoner o máquina de Leibniz), un dispositivo que, así como ejecutaba adiciones y sustracciones, podía multiplicar, dividir y sacar raíces cuadradas mediante una serie de pasos de adiciones. Los dispositivos de Pascal y Leibniz fueron los antepasados de las computadoras de escritorio de hoy. Los derivados de estas máquinas, incluyendo la calculadora Curta, continuaron siendo producidos hasta que, a principios de los años 1970, sus equivalentes electrónicos finalmente llegaron a ser fácilmente disponibles y baratos.
En una carta del 26 de marzo de 1673 al duque Juan Federico, Leibniz describió su propósito de hacer cálculos "leicht, geschwind, gewiß" (sic), es decir, «fácil, rápido y fiable». Leibniz también agregó que los números calculados pudieran ser teóricamente tan grandes como se desee, si el tamaño de la máquina era ajustado.
Sin embargo, la rueda de Leibniz no era fiable debido a que tenía piezas mecánicas que tendían a trabarse y a fallar.

## Máquinas construidas con la rueda de Leibniz

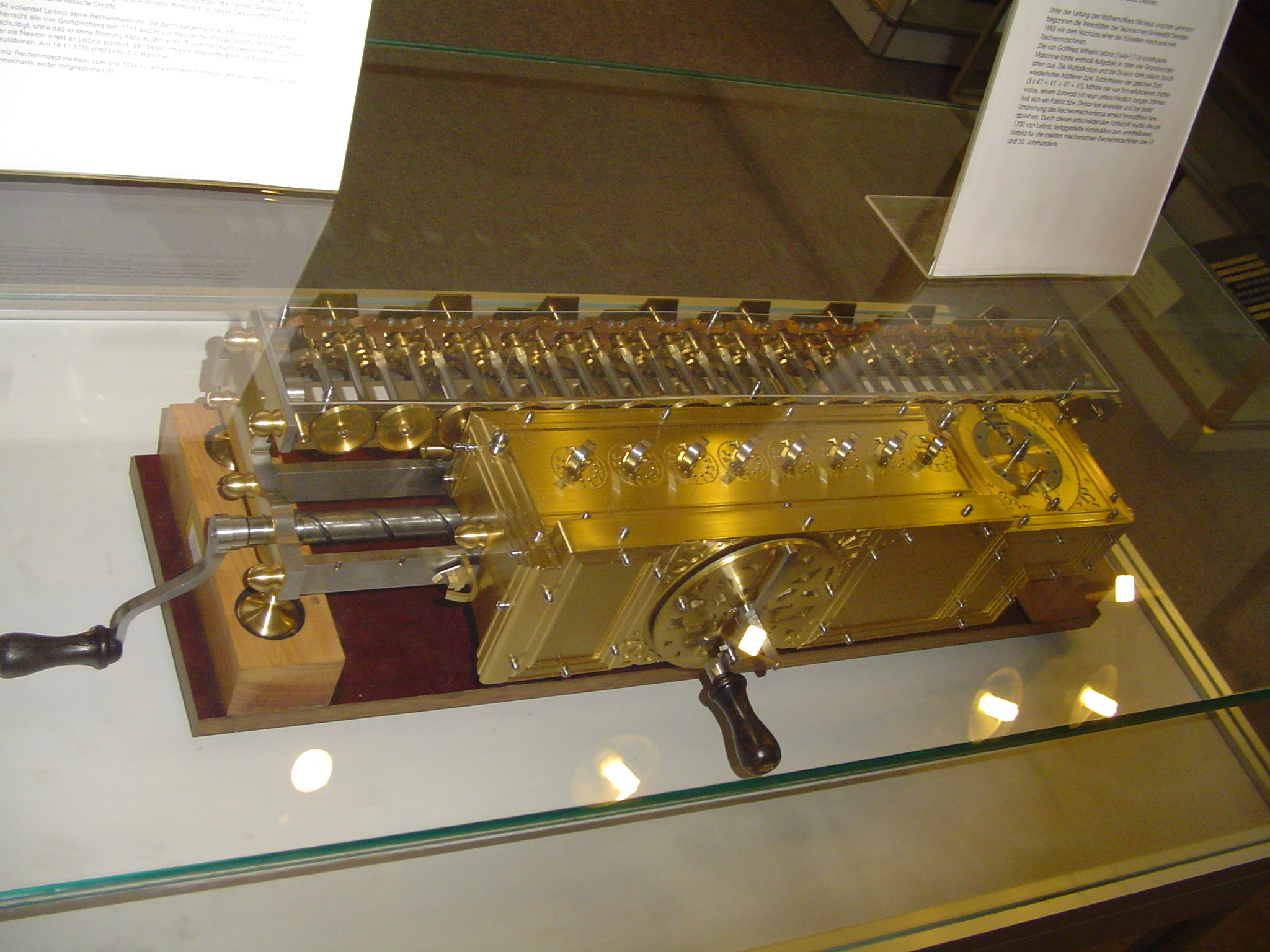
Réplica de la máquina de Leibniz en el Deutsches Museum.

- Gottfried Leibniz construyó su primer equipo en 1694 y otra en 1706.
- Philipp Matthäus Hahn, construyó dos máquinas circulares en 1770.
- JC Schuster, el hermano de Hahn, construyó unas cuantas máquinas de diseño de Hahn en el siglo XIX.
- Lord Stanhope diseño una máquina con ruedas de Leibniz en 1777. También diseño una calculadora de molinete en 1775.
- Johann-Helfrich Müller construye una máquina muy similar a la máquina de Hahn en 1783.
- Thomas de Colmar inventó su aritmómetro en 1820, pero le llevó 30 años de desarrollo antes de que se comercializara en 1851. Se fabricó hasta 1915. Louis Payen, su viuda y Alphonse Darras eran los sucesivos propietarios y distribuidores del Arithmometer.
- Una veintena de clones del aritmómetro fueron fabricados en Europa a partir del de Burkhardt en 1878. Estos clones, a menudo más sofisticados que el aritmómetro original, se construyeron hasta el comienzo de la Segunda Guerra Mundial.
- Joseph Edmondson inventó y fabricó una calculadora circular en 1885.
- Calculadoras de Friden Monroe.
- Curt Herzstark presentó su calculadora Curta portátil en 1948, fue muy popular hasta la introducción de las calculadoras electrónicas en la década de 1970.